# Talite
Talite ist eine osttimoresische Aldeia im Suco Atu-Aben (Verwaltungsamt Bobonaro, Gemeinde Bobonaro). 2015 lebten in der Aldeia 314 Menschen.

## Geographie
Talite bildet den Nordosten des Sucos Atu-Aben. Südwestlich liegt die Aldeia Atuaben. Im Nordwesten grenzt Talite an den Suco Ilat-Laun und im Norden und Osten an den Suco Soileco. Der Bulobu, der im Grenzgebiet zu Soileco entspringt und dorthin nach Osten weiterfließt, gehört zum Flusssystem des Lóis.
Durch den Norden der Aldeia führt eine Straße. In ihrem Umfeld liegen verstreut einzelnstehende Häuser, die den Ort Talite bilden. Zum Ort gehört auch der Sitz des Sucos.

## Politik
2023 wurde Marçal Borges zum Chefe de Aldeia gewählt.